# سرخوشی بزرگ اشتاینر نجار
سرخوشی بزرگ اشتاینر نجار (آلمانی: Die Große Ekstase des Bildschnitzers Steiner) فیلمی در ژانر مستند به کارگردانی ورنر هرتسوک است که در سال ۱۹۷۴ منتشر شد. از بازیگران آن می‌توان به ورنر هرتسوک اشاره کرد.